# Sarti Info
A Sarti Info vagy SI egy magyar nyelvű információs weboldal, online magazin az észak-görögországi Halkidikí-félsziget területén elhelyezkedő Szárti vagy Sarti nevű üdülőhelyről, valamint teljes Görögországról. Az oldalt 2003-ban egy fiatal pár hozta létre, akkor a tartalma csupán egy egyszerű, képes élménybeszámoló volt. A beszámoló az állandó csinosítgatásokkal később menüpontokra bomlott, így vált információs weboldallá.
A fiatalok már a legelső fórum bejegyzésekből hamar felismerték, hogy minden, a nyaralásból visszatérő fórumozó fényképeire igény mutatkozik, ezért másoknak is lehetőséget biztosítottak a szárti képek, beszámolók feltöltésére.
Az oldal látogatói kezdettől fogva szerettek volna személyes találkozót, melyre először 2011. május 7-én került sor, így a fórumozók valódi közösséggé alakultak, akik Szárti mellett Görögország más területeiről hazatérve is örömmel osztották meg a SI-közösséggel élményeiket. Ezzel az oldal témaköre teljes Görögországra kiterjedt.

## Története
- 2003-ban egy fiatal pár élménybeszámolót írt Szárti üdülőhelyről. Az élménybeszámoló bloggá, később információs weboldallá alakult.
- 2008-ban már napi több száz látogatóval végleges címére költözött.
- 2010-ben megszületett az első Sarti Info logo.
- 2011. május 7-én megrendezésre került az első SI találkozó.
- 2013-ban az oldal a 10. születésnapját ünnepelte.
- 2014 óta a SI weboldal már okostelefonon és más mobil eszközökön is elérhető.

## Működése
A SI használata ingyenes. Regisztráció után bárki kedvére tölthet fel képeket, beszámolókat, valamint fórumon és üzenőfalon tapasztalatot lehet cserélni görög tengerparti nyaralásokról, városnézésekről.